# کانال آب الوار

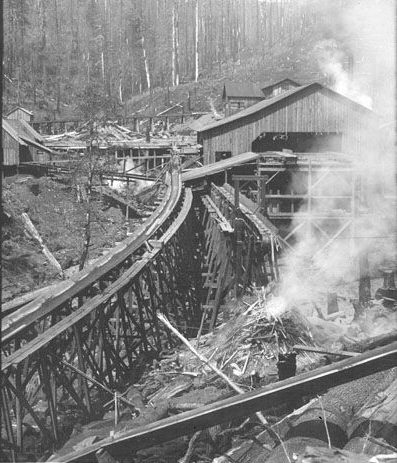
یک کارخانه چوب بری با فلوم چوبی، محدوده آبشار، ایالات متحده آمریکا

کانال آب الوار (به انگلیسی: Log flume) یک کانال آب است که برای حمل الوار ساخته شده‌است و با استفاده از آب جاری از زمین‌های کوهستانی خارج می‌شود. کانال‌های آب در اواخر سدهٔ نوزدهم جایگزین کالسکه‌های اسب یا گاو در مسیرهای کوهستانی خطرناک شدند. هر زمان که منبع آب قابل اطمینانی در دسترس بود، عملیات چوب‌برداری، کانال‌های آب را ترجیح می‌داد. ساخت و راه‌اندازی کانال‌های آب ارزان‌تر از راه‌آهن‌های چوب‌بری بود. آنها می‌توانستند مسافت‌های طولانی را در میان شکاف‌ها با پایه‌های سبک‌تر بپیمایند.